# Meta (Kolumbia)
Meta – departament Kolumbii. Leży w centralnej części kraju, na wschód od Andów, na równinach zwanych llanos. Stolicą departamentu Meta jest miasto Villavicencio.
Nazwę Meta ma także rzeka przepływająca przez ten departament.

## Gminy
1. Acacías
2. Barranca de Upía
3. Cabuyaro
4. Castilla la Nueva
5. Cumaral
6. El Calvario
7. El Castillo
8. El Dorado
9. Fuente de Oro
10. Granada
11. Guamal
12. La Macarena
13. La Uribe
14. Lejanías
15. Mapiripán
16. Mesetas
17. Puerto Concordia
18. Puerto Gaitán
19. Puerto Lleras
20. Puerto López
21. Puerto Rico
22. Restrepo
23. San Carlos de Guaroa
24. San Juan de Arama
25. San Juanito
26. San Martín
27. Villavicencio
28. Vista Hermosa